# 주간고속도로 제45호선
주간고속도로 제45호선(영어: Interstate 45, I-45)은 미국 남부 텍사스주 갤버스턴에서 텍사스주 댈러스를 잇는 총 연장 458.52km의 남북축 고속도로이다. 45호선은 텍사스주 한 주 밖에 경유하지 않으며 이는 끝자리가 '0'이나 '5'가 들어가는 고속도로 중 유일하고 길이도 가장 짧다. 또한 한 주에 위치한 주간고속도로 중에서 87호선에 이어 두 번째로 길며, 전에 존재하던 US 75호선과 완전히 겹쳐버려 현재 75호선은 45호선이 끝난 댈러스 북부로 시작점이 바뀌었다.